# Раде М. Николић
Раде М. Николић (Призрен, 1. јул 1928 — Петровац на Млави, 29. јул 2000) био је српски књижевник, новинар и публициста. Писао је поезију, прозу, репортаже и бавио се публицистиком.

## Биографија
Рођен у Призрену, у радничкој породици, од оца Марка и мајке Симке, рођене Софтић, домаћице. Крштено име му је Радислав, али је сва своја дела објавио под именом Раде М. Николић. У Призрену је похађао основну школу и гимназију, а на Филозофском факултету у Београду студирао на Групи за српскохрватски језик и југословенску књижевност, дипломиравши 1955. године. Као студент објављује у свом издању збирку песама "Сенке". По дипломирању враћа се у Призрен где једно време ради у гимназији, а потом прелази у Приштину, у редакцију листа Јединство, у којој ради као новинар и уредник културне рубрике (1960 – 1965). 
Када је маја 1960. године покренут књижевни часопис на српском језику Стремљења, Раде Николић је био његов први главни и одговорни уредник. Након пет година, 1965, на том месту га замењује Вук Филиповић. Крајем 1966. године прелази у Радио телевизију Београд у којој ради као новинар до пензионисања 1988. године.
Књижевним радом почео је да се бави као средњошколац, а први рад је објавио као студент. Објављивао је поезију, прозу, репортаже и интервјуе са значајним писцима. Песме су му преведене на албански, македонски, мађарски, румунски, руски, италијански и турски језик. Заступљен је у многим антологијама и изборима српске поезије и прозе. Неколико његових радио драма емитовано је на Радио Приштини.
Био је члан Удружења књижевника Србије од 1962. године.

## Дела

### Књиге песама
- Сенке, илустрације Вук Филиповић, поговор Сава Пенчић, Београд, 1951,
- Откоси тишине, Клуб књижевних радника Косова и Метохије, Приштина, 1958,
- Песме, Јединство, Приштина, 1973,
- Под сјајем златних купола, Слово љубве, Београд, 1974,
- Од сваке речи уморни, Међурепубличка културно-просвјетна заједница, Пљевља, 1979,
- Сунчани пливачи, Јединство, Приштина, 1981,

### Приповетке и кратка проза
- Галебови у сутон, Јединство, Приштина, 1960,
- Случајни записи, Багдала, Крушевац, 1964,
- Прва љубав, Ново дело, Београд, 1986,

### Репортаже
- Косметски мотиви, Јединство, Приштина, 1964,
- Сусрети и виђења, Јединство, Приштина, 1977,

### Интервјуи
- Сусрети с писцима, Јединство, Приштина, 1971,
- Књижевници имају реч, разговори са савременим југословенским писцима, Јединство – Слово Љубве, Приштина – Београд, 1979,

### Драмолети
- Као птице и цветови, Јединство, Приштина, 1975,

### Антологије, избори, есеји
- Стих и песме, староградске песме компоноване на стихове наших песника, Нота, Књажевац, 1979,
- Похвала Вуку Караџићу, избор песама посвећених Вуку, „Вук Караџић“, Београд, 1980,
- Песници Вуку, Јединство - Светлост, Приштина - Крагујевац, 1987,
- Песник и дело, есеј, Ново дело, Београд, 1989.
- Поетско памћење историје: Бој на косову, Књижевна заједница - Књижевна заједница "Бора Станковић", Херцег Нови - Врање, 1990,

## Награде
- Награда Обласног одбора за просвету и културу Косова и Метохије, 1959,
- Награда Лазар Вучковић, 1974,